# Castelo de Vauvenargues

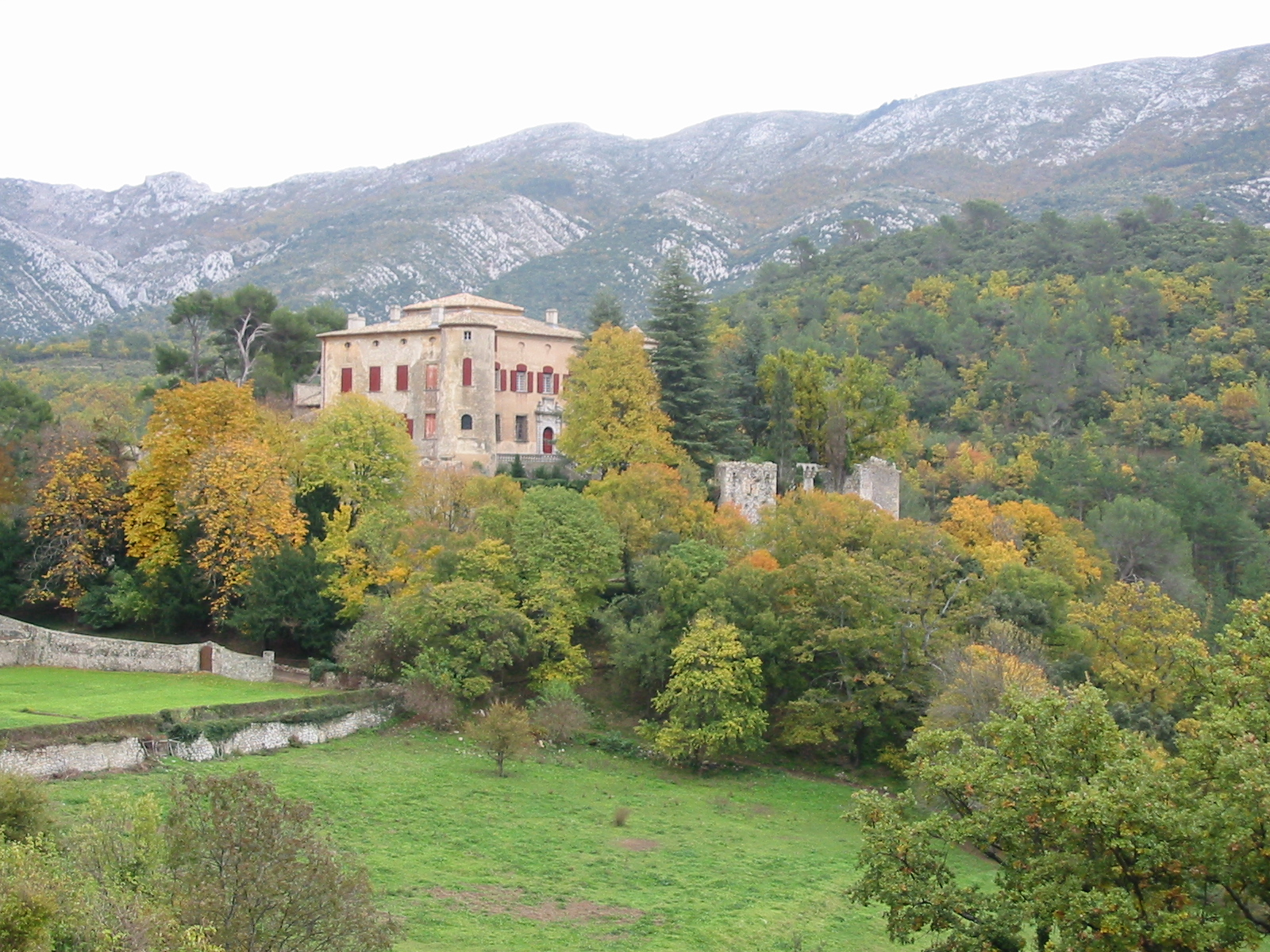
Castelo de Vauvenargues.

O castelo de Vauvenargues (em francês:  château de Vauvenargues) se encontra situado na comuna francesa de Vauvenargues, Bocas do Ródano, no sul da França.[carece de fontes?]
O castelo foi adquirido em 1958 pelo pintor espanhol Pablo Picasso, que buscava um lugar mais tranquilo sua casa anterior em Cannes, La Californie. Junto com sua esposa Jacqueline, remodelaram e moraram no castelo entre 1959 a 1961, data em que eles se mudaram para Mougins. Pablo Picasso e Jacqueline estão enterrados nos jardins deste castelo, que atualmente é propriedade de uma herdeira de Jacqueline.